# گرایسویل (تنسی)
گرایسویل(به انگلیسی: Graysville) شهری در ایالت تنسی کشور ایالات متحده آمریکا است که جمعیت آن در سرشماری سال ۲۰۱۰ میلادی، ۱٬۵۰۲ نفر بوده‌است.